# Schmoner Busch, Spielberger Höhe und Elsloch südlich Querfurt
Schmoner Busch, Spielberger Höhe und Elsloch südlich Querfurt este o arie protejată (arie specială de conservare — SAC, sit de importanță comunitară — SCI) din Germania întinsă pe o suprafață de 316 ha, integral pe uscat.

## Localizare
Centrul sitului Schmoner Busch, Spielberger Höhe und Elsloch südlich Querfurt este situat la coordonatele 51°19′48″N 11°35′49″E / 51.33°N 11.5969°E.

## Înființare
Situl Schmoner Busch, Spielberger Höhe und Elsloch südlich Querfurt a fost declarat sit de importanță comunitară în octombrie 2000 pentru a proteja 1 specie de plante și 3 specii de animale. Situl a fost protejat și ca arie specială de conservare în decembrie 2018.

## Biodiversitate
Situată în ecoregiunea continentală, aria protejată conține 6 habitate naturale: Pajiști carstice calcaroase sau bazofile, de Alysso-Sedion albi, Pajiști uscate seminaturale și facies de acoperire cu tufișuri pe substraturi calcaroase (Festuco-Brometalia) (* situri importante pentru orhidee), Pajiști uscate seminaturale și facies de acoperire cu tufișuri pe substraturi calcaroase (Festuco-Brometalia) (* situri importante pentru orhidee), Pajiști stepice subpanonice, Fânețe de joasă altitudine (Alopecurus pratensis, Sanguisorba officinalis), Păduri de stejar și carpen Galio-Carpinetum.
La baza desemnării sitului se află mai multe specii protejate:
- plante (1): Orthotrichum rogeri
- mamifere (2): liliac cârn (Barbastella barbastellus), liliac comun (Myotis myotis)
- nevertebrate (1): rădașcă (Lucanus cervus)

Pe lângă speciile protejate, pe teritoriul sitului au mai fost identificate 29 de specii de plante, 2 specii de amfibieni, 6 specii de mamifere, 10 specii de nevertebrate, 1 specie de reptile.